# Pseudophengodes orbignyi
Pseudophengodes orbignyi là một loài bọ cánh cứng trong họ Phengodidae. Loài này được Blanchard miêu tả khoa học năm 1837.